# Stortjärnen (Arjeplogs socken, Lappland, 733710-156918)
Stortjärnen är en sjö i Arjeplogs kommun i Lappland och ingår i Skellefteälvens huvudavrinningsområde.